# 趙周
趙 周（ちょう しゅう、生没年不詳）は、中国春秋時代末期の晋の武将。姓は嬴、氏は趙、諱は周、諡は成。趙伯魯の長男。趙無恤（趙襄子）の甥。代君。趙浣（趙献子、後献侯）の父。成君とも呼ばれる。

## 生涯
趙伯魯の子として生まれた趙周は、父同様に温厚な性格の持ち主で、趙氏当主の趙無恤から大いに目をかけられていた。
伯魯の後を継いだ後、紀元前463年に無恤が代を滅ぼすと、趙周は叔父の無恤からその地を与えられた。これは無恤が伯魯から嫡子の座を譲り受けた大恩に報いる事と、温厚な趙周に代の地を任せる事で人心の安定を図るためであった。趙周は無恤の期待に見事に応え、代の安定化に成功し、以後代君とも呼ばれるようになった。
その後、紀元前454年に起きた晋陽の戦いでは、子の趙浣と共に代の兵を率いて無恤の救援に駆けつけ、智瑶（智襄子）を敗死させる一翼を担う活躍を見せる。これらの事で無恤は、次代の趙氏の当主の座を趙周に任せて、伯魯の大恩に更に報いようとしたが、趙周も無恤に先立って病没してしまった。その後は趙浣が代君の後を継いだ。
死後、「成」を諡され、成君と呼ばれた。